# 후각상피
후각상피(olfactory epithelium, 후상피)는 후각에 관여하는 비강 내부의 특수한 상피 조직이다. 인간의 경우 크기는 5 cm2 (0.78 in2)이고 콧구멍 위와 뒤 약 7 cm (2.8 in) 지점의 비강 지붕에 위치한다. 후각 상피는 냄새를 감지하는데 직접적인 역할을 하는 후각 시스템의 일부이다.

## 같이 보기
- 두극신경세포